# Roberto Madrazo
Pour les articles homonymes, voir Madrazo.
Roberto Madrazo Pintado, né le 30 juillet 1952 à Villahermosa, Tabasco, est un homme politique mexicain. Il est le gouverneur de l'État mexicain de Tabasco à deux reprises, la première entre 1er janvier 1995 et 14 juin 1999, la deuxième entre 1er décembre 1999 et 31 décembre 2000,. Il est condamné pour fraude en 2007 au marathon de Berlin.

## Biographie
Ses parents se nomment Carlos Alberto Madrazo Becerra et Graciela Pintado Jiménez. En 1974, Roberto Madrazo obtient un diplôme de droit à l'Université nationale autonome du Mexique - aussi connu sous l'abréviation UNAM. Il poursuit ses études dans une université californienne. Roberto Madrazo est marié avec Isabel de la Parra Trillo, une psychopédagogue. Ils ont cinq enfants : Gerardo, María Fernanda, Ximena, Federico et Daniela. Il se présente aux élections mexicaines de 2006 pour briguer le poste de président du Mexique. Il finit troisième avec 9 301 441 voix, soit 22,26 % des voix ; derrière Andrés Manuel López Obrador (35,31 % des suffrages) et Felipe Calderón (35,89 % des voix).